# 細路祥 (1950年電影)
《細路祥》是一部改編自袁步雲同名漫画的电影，1950年5月30日在英屬香港上映，由馮峰執導，李小龍、伊秋水、李海泉主演。李小龍在片中飾演一個從好變壞，又從壞變好的孤兒，獲得一致好評，並奠定了他的童星地位。

## 劇情
自幼失去雙親的細路祥被何大叔收養與兩個弟妹相依為命，住在貧民窟，平時租借漫画為生。何大叔是一名教师，因為領布廠老闆洪百好答應捐助一所義學，何大叔負責帶他到貧民窟考察。
飛刀李是一名流氓大佬，知道洪百好要來，便藉機搶劫他的錢包以及其女兒蘇妹的金鍊。細路祥因為協助飛刀李逃避警方追捕而獲贈金鍊，更拜飛刀李為師。何大叔知道此事後，便帶著細路祥到洪家歸還金鍊，機緣巧合下擔任了洪百好的秘書，細路祥也被介紹到學校與蘇妹一同讀書。洪百好為人吝嗇，雖然聲稱被劫萬餘元，但其實只損失20元。並以捐助義學一事出風頭，事後藉故推辭。兒子沙塵超負責工廠業務，卻經常瞞着父親與四眼徐合謀把廠貨盜去私賣圖利，並串通飛刀李一群手下嫁禍給工人。幸好一群工友正好在廠房罷工，揭穿了群黨的陰謀。細路祥在學校因為遭到同學欺負而被退學到洪百好的工廠當童工，私底下仍跟飛刀李混在一起漸漸學壞。雖然賺到錢，卻令叔叔大為失望。沙塵超經常在工廠調戲女工呂薇，她勸導細路祥改邪歸正、重新做人。飛刀李亦受呂薇一番話感動，答應放細路祥回家，並送一筆錢給何大叔讓他帶孩子們回鄉重新生活。

## 演員
| 演員   | 角色   | 备注 |
| 李小龍 | 細路祥 |      |
| 伊秋水 | 何大叔 |      |
| 李海泉 | 洪百好 |      |
| 馮峰   | 飛刀李 |      |
| 陳惠瑜 | 呂薇   |      |
| 袁步雲 | 沙塵超 |      |
| 高魯泉 | 高秘書 |      |
| 湯婉   | 蘇妹   |      |
| 王桂林 | 阿牛   |      |
| 馮素波 | 阿珠   |      |
| 葉萍   | 四太   |      |
| 周志誠 | 四眼徐 |      |
| 高超   | 秘書   |      |
| 葉仁甫 | 教師   |      |
| 丁零   | 職員   |      |
| 馮敬文 | 流氓甲 |      |
| 謝天   | 老鼠丙 |      |
| 李秋雲 | 女僕   |      |
| 莫蘊霞 | 女工甲 |      |
| 張燕   | 女工乙 |      |
| 羅蘭   | 女工   |      |
| 陳立品 | 二房東 |      |